# Gordon Solie
Jonard Frank Labiak, (né le 26 janvier 1929 à Minneapolis, Minnesota et mort le 27 juillet 2000 à New Port Richey, Floride) plus connu sous le nom de Gordon Solie, est un commentateur de catch.

## Biographie
Labiak a toujours rêvé de devenir commentateur sportif. Après le lycée, il s'est engagé dans l'US Air Force. A la fin de son engagement il a emménagé en Floride à Tampa, travaillant alors comme disc-jockey et reporter à la radio.

## Récompenses
- National Wrestling Alliance
  - Membre du NWA Hall of Fame (en) (promotion 2005)[2]
- Pro Wrestling Illustrated
  - Commentateur de l'année 1977[3]
  - Choix des rédacteurs de l'année 1989 pour l'ensemble de sa carrière[4]
- Professional Wrestling Hall of Fame and Museum
  - Membre de la promotion 2004[5]
- World Championship Wrestling
  - WCW Hall of Fame (promotion 1995)[6]
- World Wrestling Entertainment
  - WWE Hall of Fame (promotion 2008)[7]
- Wrestling Observer Newsletter awards
  - Meilleur commentateur (1981-1982-1983)[8]
  - Wrestling Observer Hall of Fame (promotion 1996)[9]